# Onelove
「onelove」（ワンラヴ）は、日本の歌手Ryoheiの通算5枚目のシングルである。2006年3月10日発売。発売元はrhythm zone。

## 概要
- 山本領平からRyoheiに改名してから第一弾となるシングル。m-floのVERBALが参加している。
- PV監督は高城明久。

## 収録曲
1. onelove(5:08)
作詞：Ryohei・VERBAL・彼方隆、作曲：GEE・Satoshi Hidaka
2. Just Want(5:00)
作詞・作曲：Ryohei
3. onelove -instrumental-(5:08)
4. Just Want -instrumental-(5:00)

## 収録アルバム

### onelove
- オリジナル『ReListen』（2007年2月7日）
- オムニバス『SMILE! -ごっつ！ひっつ！-』（2008年9月10日）

### Just Want
- オリジナル『ReListen』（2007年2月7日）

## タイアップ
- onelove：日本テレビ系ドラマ『神はサイコロを振らない～君を忘れない～』主題歌